# De pocas, pocas pulgas
De pocas, pocas pulgas o De pocas pulgas fue una telenovela infantil mexicana producida por MaPat López de Zatarain en 2003 para Televisa y emitida por El Canal de las Estrellas. Es una adaptación de El abuelo y yo.
Protagonizada por Joana Benedek y Gerardo Murguía como protagonistas adultos, Santiago Mirabent y Natasha Dupeyrón como protagonistas infantiles, coprotagonizada por el primer actor Ignacio López Tarso y María Victoria, además contó con las participaciones antagónicas de Alejandro Ávila, Arleth Terán, Rocío Sobrado, Gabriel de Cervantes y Patricia Reyes Spíndola por el lado adulto e Imanol Landeta y Nancy Patiño por el lado infantil.

## Sinopsis
Al inicio de esta historia podrás escuchar claramente, en golpes secos, por separado y casi olvidados, los latidos fuertes e inquietos de tres corazones que, decididos, se han dado a la tarea de encontrarse y lo harán, aunque sea con pocas, pero de verdad muy pocas pulgas. Estos corazones se encuentran dentro de don Julián, Danilo y Alejandra, seres nobles y llenos de amor, sólo que esto no es tan fácil de observar a primera vista...
Si te acercas a la casa de don Julián Montes escucharás constantes refunfuños y regaños dirigidos, sobre todo, a los niños ruidosos que pasan por ahí. Te será difícil ver a don Julián porque no le gusta salir. Pero si alguna noche te detienes un momento y esperas, con suerte llegará hasta ti una melodía suave y hermosa saliendo de su piano. Y si tuvieras aún mejor suerte y entraras en su casa, verías unos cuadros maravillosos que son el resultado, más que de su pincel, de su noble y solitario corazón... porque don Julián fue un gran concertista que tuvo una bella esposa, una hija y mucha fama. Pero lo ha perdido todo. Y si pudieras ver en la profundidad de sus ojos, te darías cuenta que es el viejo más adorable que puedas conocer.
Tal vez eso fue lo que descubrió Danilo uno de estos días. ¡Ah! Y es que no te he contado que Danilo Fernández vive en la casa de enfrente. Él tiene doce años y vive con su socio, Tomás: un perro bastante listo que lo ayuda a trabajar y así obtener un poco de comida para sobrevivir cada día. Y es que Danilo hace años que espera el regreso de su mamá, porque nadie se ha atrevido a decirle la verdad: que ella nunca va a volver. Pero Danilo vive lleno de alegría y de esperanza, es un niño libre y un gran amigo. El día que lo veas te darás cuenta que es divertido, ingenioso y justo; que es súper travieso y también aguerrido. Igual y sea por eso que, para Alex, se convertirá en un compañero tan importante y lo llegará a querer tanto. Y es que así pasa en la vida.
Alejandra Lastra es una niña de 11 años, súper buena onda, que vive en una mansión llena de lujos y, aunque todo lo tiene, se siente más sola que nadie, pues sus papás no se llevan bien y casi nunca tienen tiempo de estar con ella. ¿De qué le sirve tanto juguete, si no hay con quién jugar? Su mamá, Renée, se la pasa en reuniones sociales y como que su hija no le hace mucha gracia... dicen que le tiene celos porque su papá, Alonso, la adora. Pero de poco sirve porque debido a su trabajo de abogado nunca tiene tiempo para estar con ella. Además, ¡uff!, entre ellos se llevan como perros y gatos. Pobre Alex, ella que es tan linda y cariñosa... aunque también es traviesa y nada dejada. Porque deja te cuento que hay niñas que pueden ser como un piquete de araña. Y si no me crees, deja que conozcas a la Beba Valverde.
Pero si hablamos de pesadillas, también tendrás que conocer a Rolando, el enemigo de Danilo. Es un niño de 14 años, bandolero y gandalla. Se le ha metido en la cabeza que alucina a Danilo sólo porque a éste todo el mundo lo quiere, mientras que Rolando y su pandilla no le simpatizan casi nadie, porque se la pasan haciendo maldades.
Esta historia comienza cuando desalojan de sus casa a todas las personas del barrio donde viven Danilo y don Julián. ¿Te imaginas el problema? Danilo no tiene casi nada y encima le quitan su techo. Pero él no se puede ir, porque como te dije antes, espera a su mamá. Y adivina quién es el único que no permite que le quiten su casa: ¡pues claro!, don Julián, quien se encierra y no deja que lo corran.
Así que de pronto, de tener muchos amigos, Danilo se queda sólo entre casas vacías y con la presencia única del viejito gruñón. Pero el corazón de Danilo tiene amor para todos. No sabemos bien por qué, pero a Danilo ese viejito se le mete en el alma y decide que hará todo lo posible para que don Julián lo quiera. ¡Ya te imaginarás en las que se va a meter para convencerlo, porque don Julián sí que es de pocas pulgas! Pero Danilo quiere ayudar al viejito y para eso, decide buscar un trabajo mejor pagado en una de las mansiones de los ricos, y aunque no lo consigue, descubre la sonrisa más linda que ha visto: la de Alex.
Así es como estos tres corazones inician una de las aventuras más fascinantes que hayas visto en una telenovela. Tres corazones que, con su gran amor, se meterán en la vida y en el alma de todos los personajes que componen esta historia y también en el corazón de todos aquellos que nos acompañen a través de la magia de la televisión. ¿Y sabes porqué? Porque ellos tres tienen pocas pero de verdad, muy pocas pulgas...
¡Ah! También el perro Tomás tiene pulgas... pero son pocas.

## Elenco
- Ignacio López Tarso - Don Julián Montes González
- María Victoria - Inés Camargo Suárez
- Santiago Mirabent - Danilo Fernández Montes
- Natasha Dupeyrón - Alejandra "Alex" Lastra Fanell / Camila
- Gerardo Murguía - Alonso Lastra Jiménez
- Joana Benedek - Reneé Fanell de Lastra
- René Strickler - Padre Adrián
- Imanol Landeta - Rolando Pérez
- Arleth Terán - Mireya Garnica
- Nancy Patiño - Genoveva "La Beba" Valverde Jurado
- Joseph Sasson - Maximiliano Alanís Valverde
- Alejandro Ávila - Lorenzo Valverde Roncero
- Rocío Sobrado - Genoveva Jurado de Valverde
- Danna Paola - Annie Rubio "La Sirenita"
- Vadhir Derbez - Odilón "Chorizo"
- Carlos Miguel Szavozd - Ramón "Jamón"
- Alex Perea - Perico
- Yurem Rojas - Antonio "Toño"
- Cristiane Aguinaga - Ximena
- Óscar Eugenio - Tobías "Tobi"
- Sergio Corona - Benito
- Gabriel de Cervantes - Victoriano Vázquez
- Agustín Arana - Claudio Zapata
- Juan Ignacio Aranda - Julián Montes (joven)
- Diego Barquinero - Payasito
- Joana Brito - Lola
- Julio Camejo - Noel
- Rubén Cerda - Bruno
- Luis Felipe Montoya - Jaime
- Ricardo Crespo - Guillermo "Memo"
- Florencia Cuenca - Carmela
- Ricardo de Pascual - Don Octavio Guerra
- Luis Fernando Torres - Gabriel "Gabo"
- Maribel Fernández - Gladys
- Sergio Jiménez - El Viudo
- Fabián Lavalle - Fabián
- Aurora Molina - Madre Socorro
- Patricia Reyes Spíndola - Griselda
- Lourdes Reyes - Rocío Montes de Fernández
- Patricia Romero - Leonora
- Julio Vega - Don Lupe
- Mickey Santana - Gastón
- Francisco Naal - Gabriel
- Kelchie Arizmendi - Cristina
- Beatriz Aguirre - Doña Jacobita
- Genoveva Pérez -
- Carlos Cardán - Capatáz de la hacienda[1]
- Claudia Elisa Aguilar - Encarnación
- Teo Tapia - Dr. Rodríguez
- Jorge Ortín - Agente judicial
- Ramón Valdez Urtiz - El Gato
- Lidice Pousa - Lolita

## Premios y nominaciones

### Premios TVyNovelas 2003
| Categoría              | Nominado(a)         | Resultado |
| ---------------------- | ------------------- | --------- |
| Mejor primera actriz   | María Victoria      | Nominada  |
| Mejor primer actor     | Ignacio López Tarso | Ganador   |
| Mejor actor de reparto | Sergio Corona       | Nominado  |

## Versiones
- De pocas, pocas pulgas es un remake de la telenovela El abuelo y yo, realizada igualmente por Televisa en 1992 de la mano de Pedro Damián, y protagonizada por Jorge Martínez de Hoyos, Gael García Bernal y Ludwika Paleta.